# Оведжев, Аллашукур
Аллашукур Оведжeв (вариант транскрипции фамилии: Оведжов) (туркм. Allaşükür Öwejow; род. 1933, с. Ковшут, Каахкинский район, Туркменская ССР, СССР) — туркменский государственный и военный деятель. Председатель Комитета национальной безопасности Туркменистана в 1992 году.

## Биография
Родился в 1933 году в селе Ковшут Каахкинского района.
Окончил географический факультет Туркменского госуниверситета (специальность — геология) (1956 г.) и Высшую школу КГБ при СМ СССР (1972 г.).
В 1956—1966 гг. на различных должностях в Управлении геологии при СМ Туркменской ССР.
В 1966—1970 гг. инструктор Отдела нефтяной и химической промышленности ЦК КП Туркмении, затем инспектор Отдела организационно-партийной работы ЦК КП Туркмении.
В органах ГБ с ноября 1970 г.: слушатель Высшей школы КГБ при СМ СССР. С 1972 г. сотрудник аппарата КГБ при СМ Туркменской ССР, с августа 1974 г. начальник 5-го отдела КГБ при СМ Туркменской ССР, с апреля 1978 г. начальник УКГБ по Ашхабадской области.
В 1983—1991 гг. начальник УКГБ по Марыйской области, затем в аппарате КГБ Туркменской ССР — КНБ Республики Туркменистан.
С января 1992 г. председатель КНБ Республики Туркменистан, в мае 1992 г. был отстранен от должности, в связи с назначением 1-м заместителем командующего Среднеазиатского пограничного округа. В октябре 1992 г. Среднеазиатский пограничный округ был преобразован в Группу пограничных войск Российской Федерации в Республике Таджикистан.